# Хотнишки водопад
Хотнишкият водопад, или Кая Бунар, е водопад на река Бохот в Северна България, област Велико Търново.

## Местоположение
Водопадът се намира на около 2,5 km западно от село Хотница. До него се достига от Републикански път I-5 през Самоводене или от Републикански път I-4 през село Момин сбор. В близост до водопада има удобен паркинг за автомобили.

## Описание
Представлява естествен завършек на пролома на реката, преминаваща през Търновските височини. Височината на пада му е около 30 метра. Водопадът и проломът на реката са обявени за природна забележителност, която може да бъде посетена по обособена екопътека.

## Статут
Водопадът е природна забележителност, обявена за защитена територия със заповед № 995 от 21.04.1971 г., бр. 41/1971 на Държавен вестник. Целта е опазването на района на водопада и прелома на река Бохот.

## Други
На Хотнишкия водопад е наречена улица в квартал „Симеоново“ в София (Карта).